# Меньщиков, Леонид Петрович
Леони́д Петро́вич Ме́ньщиков (11 апреля 1869, с. Беково, Саратовская губерния — 12 сентября 1932, Париж) — деятель российского политического сыска, публицист.

## Биография
Из семьи мещанина. Закончил двухклассное мужское училище. С 1883 года учился в Москве в Строгановском училище технического рисования и прикладных знаний. Писал стихи. Член народовольческого кружка (1885—1887). С 5 февраля 1887 года по 22 августа 1887 года — под арестом. Дал признательные показания и согласился стать осведомителем охранки. 1 сентября 1887 года поступил на службу в Московское охранное отделение в качестве агента наружного наблюдения (филёра), затем «по болезни» переведён письмоводителем канцелярии.
1 августа 1889 году назначен околоточным надзирателем полицейского резерва с прикомандированием к Московскому охранному отделению. В 1896 году был назначен на должность журналиста, в 1897-м — помощник делопроизводителя, в 1900-м — чиновник особых поручений, с 1902-го был помощником начальника Московского охранного отделения, с 1903-го до своей отставки — старший помощник делопроизводителя Департамента полиции.
1 февраля 1907 вышел в отставку в чине коллежского асессора. Поселился в Келломяки (Великое княжество Финляндское, Российская империя, ныне пос. Комарово, Санкт-Петербург, Российская Федерация). Сотрудничал в парижских газетах, писал (под псевдонимом Иванов) статьи, разоблачающие заграничную агентуру департамента полиции России.
В 1909 году эмигрировал во Францию. Жил, преимущественно, около Бордо. Продолжил работу по раскрытию «провокаторов». Руководителям запрещённых российских политических партий была предоставлена информация о «провокаторской» деятельности 292 человек, из них 90 социал-демократов, 34 бундовца, 28 эсеров, 75 польских революционеров, 45 кавказцев и 20 финнов. Всего им было выявлено около 2000 «провокаторов» разных партий и агентов полиции неопределённой политической направленности.
В частности, Меньщиков разоблачил брата члена партии «Народная воля» С. П. Дегаева, Владимира Дегаева; члена армянской партии «Дашнакцутюн» родного брата влиятельного общественного деятеля, редактора газеты «Нор-Дар» С. С. Спандарьяна; активного члена партии «Бунд» — И.- М. Каплинского (1874—1918/19) — типографского работника партии; члена ЦК РСДРП, большевика — Я. А. Житомирского (Отцова) (1880—?) агента заграничной агентуры во Франции и Германии; близких к социал-демократам А. Е. Серебрякову, О. Ф. Путяту-Руссиновскую; членов партии социалистов-революционеров — Е. Ф. Азефа, Н. Ю. Татарова, З. Ф. Гернгросс-Жученко; вошедшего в доверие к социалистам, издателя А. М. Еваленко. Разоблачение агентов полиции Меньщиков осуществлял как через личную передачу информации представителям партий, так и через журналистов-«охотников за провокаторами» (например, В. Л. Бурцева). Позже он публиковал сведения о «провокаторах» сам в своих статьях и книгах.
В 1911—1913 годах — в Нью-Йорке, сотрудничал в русской газете «Новый мир» (редактор Л. Г. Дейч).
В июне 1913 года вернулся во Францию, поселился в Фонтене-о-Роз (в 10 км южнее Парижа).
Умер в парижском госпитале Бруссе в 1932 г. Похоронен на кладбище в Тие — предместье Парижа.

## Семья
Жена — Вера Макарьевна, в девичестве Шелудякова, дочь московского купца.
Дети — Елена, Ольга, Лев, Леонид.

## Награды
- золотые часы с изображением государственного герба и короны из императорского кабинета (1896);
- серебряная медаль на анненской ленте «За усердие» (за отказ от бессрочного отпуска) (1897);
- золотые запонки, бриллиантовый перстень из императорского кабинета;
- медаль «В память царствования императора Александра III»;
- орден святой Анны 3 степени (1900);
- орден святого Станислава 2 степени (1902).

## Литературные труды
- Брошюра «Открытое письмо П. А. Столыпину, русскому премьер-министру» (1911), Париж.
- Книга «Русский политический сыск за границей» (1914), Париж.
- Книга «Охрана и революция (к истории частных политических организаций, существовавших во времена самодержавия)» (в 4-х томах; Москва, 1925—1932).

## Заслуги перед Советской властью
После Великой Октябрьской революции начал сотрудничать с советской властью, участвовал в качестве эксперта в работе комиссии по разбору архивов бывшей заграничной агентуры Департамента полиции.
Продал в Русский заграничный исторический архив (РЗИА) в Праге часть документов из своего архива, а другую часть документов и свою большую библиотеку революционной нелегальной литературы (1547 изданий и 1449 воззваний и листовок) продал в Институт Ленина (Москва, СССР) за символическую сумму в 10000 франков (130—150 долларов США).